# Call Motor Car Company
Call Motor Car Company war ein US-amerikanischer Hersteller von Automobilen.

## Unternehmensgeschichte
Das Unternehmen aus New York City stellte 1911 einige Automobile her. Der Markenname lautete Call.

## Fahrzeuge
Das Model H hatte einen Motor mit 25 PS Leistung. Daneben gab es Model O, Model R und Model S, die einen stärkeren Motor mit 28 PS Leistung aufwiesen.